# Nabil Baz
Pour les articles homonymes, voir Baz.
Nabil Baz, né le 6 juin 1987 à Alger, est un coureur cycliste algérien

## Palmarès et résultats

### Palmarès par année
- 2008
  - 2e du Grand Prix de la ville de Tunis
- 2011
  - 2e du Challenge Spécial Ramadan
- 2015
  - Tour international de Sétif :
    - Classement général
    - 1re étape

  - 2e du Tour international d'Oranie
  - 2e du Challenge Spécial Ramadan

### Classements mondiaux
| Année           | 2008 | 2009 | 2010 | 2011 | 2012 | 2013 | 2014 | 2015 | 2016 |
| --------------- | ---- | ---- | ---- | ---- | ---- | ---- | ---- | ---- | ---- |
| UCI Africa Tour | 31e  |      |      | 105e |      | 107e |      | 12e  | 113e |